# 唐人街列表
本列表列出世界各地所有的唐人街。

## 世界主要唐人街列表

### 亞太
- 泰國曼谷 耀華力路（Yaowarat Road）
- 菲律賓馬尼拉 岷倫洛區（Binondo）
- 越南胡志明市 堤岸（Cholon）
- 马来西亚亚罗士打（Pekan Cina）
- 马来西亚檳城
- 马来西亚怡保
- 马来西亚吉隆坡 茨廠街（Petaling Street）
- 马来西亚馬六甲 雞場街（Jonker Walk）
- 马来西亚古晉 亞答街（英语：Chinatown, Kuching）（Carpenter Street）
- 马来西亚瓜拉登嘉樓 唐人坡（英语：Chinatown, Kuala Terengganu）（Kampung Cina）
- 新加坡 牛車水
- 印度尼西亞雅加達 草埔（Glodok）
- 印度尼西亞泗水（Kya-Kya Kembang Jepun）
- 印度尼西亞棉蘭 柯薩婉（Kesawan）
- 印度尼西亞坤甸
- 印度尼西亞山口洋
- 日本橫濱 中華街
- 日本神戶 南京町
- 日本長崎新地中華街
- 日本埼玉縣西川口站前[1]
- 韓國仁川唐人街
- 韓國釜山瀛州洞
- 墨爾本唐人街
- 悉尼唐人街（Capitol-Terrace）
- 珀斯（Northbridge）

### 美洲
- 美国紐約市：
  - 曼哈頓区華埠 - Manhattan
  - 皇后区法拉盛 - Flushing (Main Street)
  - 皇后区艾姆赫斯特    - Elmhurst (Broadway)
  - 布鲁克林区八大道    - Bayridge/Sunset Park (8th Avenue)
  - 布鲁克林区海湾公园道 - Bay Parkway (65th Street)
  - 布鲁克林区U街 - Avenue U
  - 布鲁克林区本森赫斯特 Bensonhurst (86th Street)
- 美国 舊金山灣區 San Francisco Bay Area       
  - 舊金山唐人街 - Jackson Street, Stockton Street
  - 其他華人聚集區: 聖荷西 San Jose, 庫伯蒂諾 Cupertino, 桑尼維爾 Sunnyvale, 費利蒙 Fremont, 密爾布瑞 Milbrae, 伯靈格姆 Burlingame 等城市
- 美国 休斯頓- Southwest , Bellaire Blvd
  - 舒格兰 (糖城) Sugar Land, Highway 6
- 美国洛杉磯（詳見洛杉磯#華人經濟）
  - 舊唐人街：百老匯街、春街 Broadway, Spring Street
  - 新唐人區：聖蓋博谷地区 (San Gabriel Valley)：主要包括蒙特利公园市(Monterey Park)、阿罕布拉市(Alhambra)、圣盖博市(San Gabriel)、柔似蜜市(Rosemead)、天普市(Temple City)、亚凯迪亚市(Arcadia)、圣马利诺市(San Marino)、南帕薩迪纳市（South Pasadena）、哈仙达岗(Hacienda Heights)，罗兰岗(Rowland Heights)、钻石吧市(Diamond Bar)、核桃市(Walnut)
- 美国加利福尼亞州橙縣爾灣市
- 美国馬薩諸塞州
  - 波士頓唐人街
  - 昆西市華埠
- 美国伊利諾州芝加哥 - Along Wentworth at Cermak
- 美国賓夕法尼亞州費城华埠
- 美国喬治亞州亞特蘭大
- 美国俄勒岡州波特蘭 - Old Town
- 美国華盛頓州西雅圖 - S Jackson Street
- 美国華盛頓哥倫比亞特區 - H Street

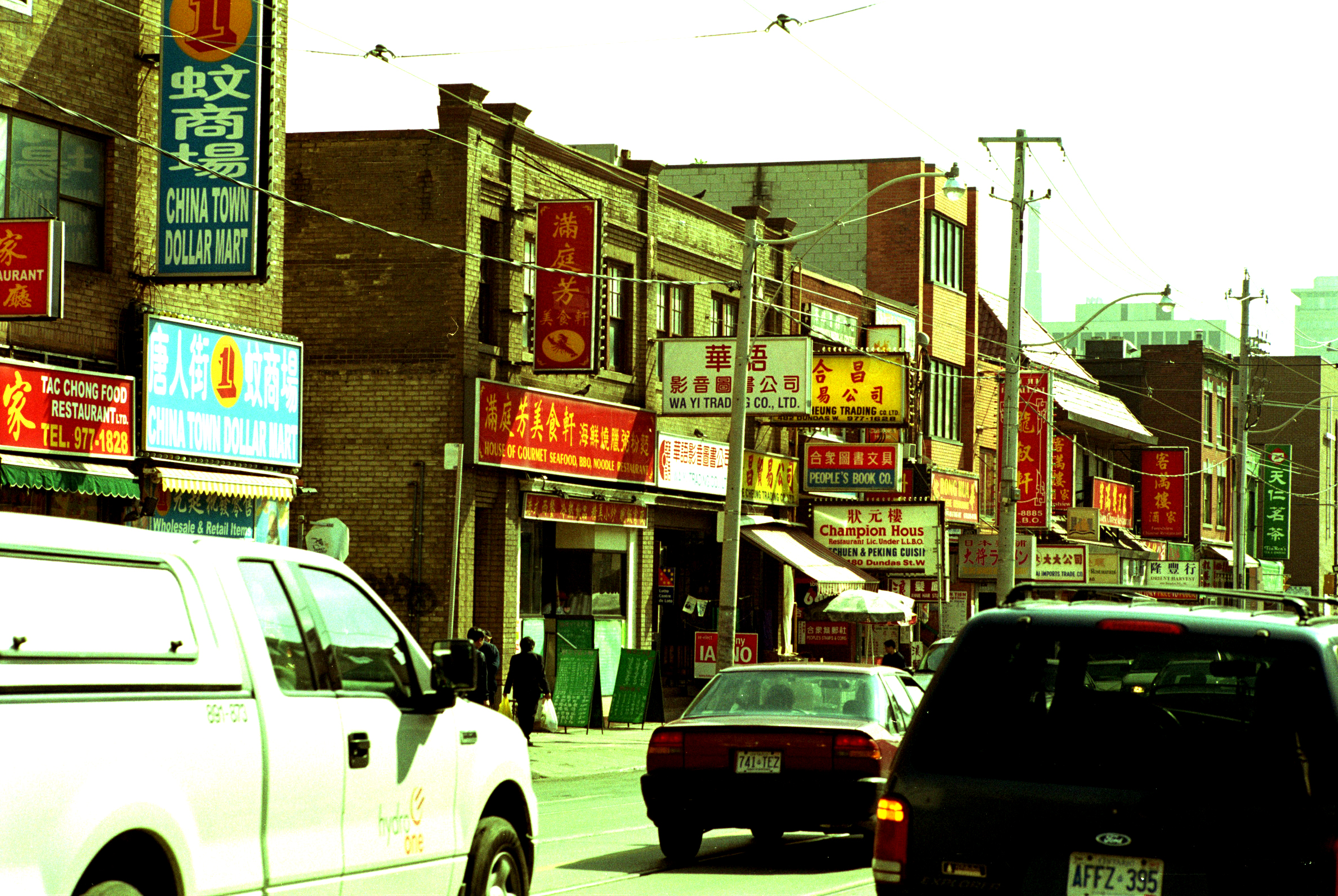
加拿大 多倫多 登打士西街唐人街

- 加拿大多伦多华埠 - Dundas Street, Spadina Avenue
- 加拿大溫哥華華埠 - Pender Street and Main Street
- 加拿大列治文
- 加拿大維多利亞維多利亞唐人街
- 加拿大蒙特利尔 - Boulevard Saint-Laurent, Rue de la Gauchétière
- 墨西哥墨西哥城唐人街

### 歐洲
- 英国伦敦中国城
- 英国利物浦中國城
- 英国曼彻斯特中国城
- 法國巴黎唐人街
- 義大利米蘭(Via Paolo Sarpi)
- 荷蘭阿姆斯特丹唐人街

## 世界次要唐人街列表

### 亞太
- 泰國普吉
- 泰國清邁
- 緬甸仰光 仰光唐人街
- 布里斯班
- 坎培拉
- 阿德雷德
- 达尔文
- 布鲁姆
- 新西兰奧克蘭Newmarket
- 新西兰威靈頓
- 越南胡志明市

### 美洲
- 美国俄亥俄州克里夫蘭
- 美国夏威夷檀香山唐人街
- 美国加利福尼亞州奧克蘭 - Broadway Avenue, 7th Street, Harrison Avenue, 10th Street
- 美国俄克拉荷馬州俄克拉荷馬城 - N. West 23rd Street and Classen Blvd
- 美国亞利桑那州鳳凰城 - Chinese Cultural Center
- 美国賓夕法尼亞州匹茲堡
- 美国加利福尼亞州萨克拉门托 - 3rd, 5th, J, and I Streets
- 美国加利福尼亞州弗雷斯诺
- 墨西哥墨西哥市
- 加拿大卡爾加里華埠
- 加拿大艾德蒙頓
- 加拿大溫尼伯
- 古巴哈瓦那

### 欧洲

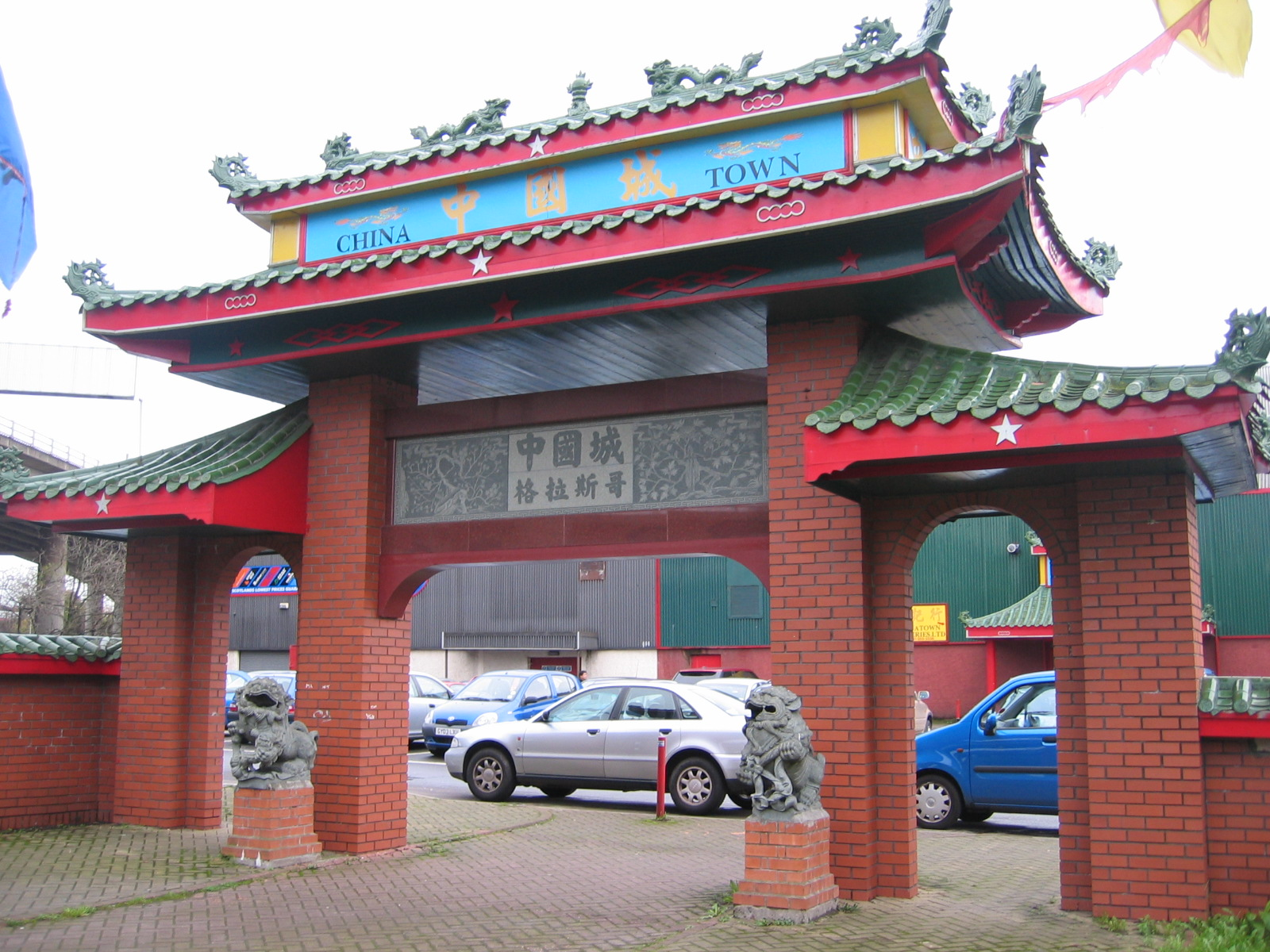
格拉斯哥的小型唐人街是个被称为“中国城”的商场

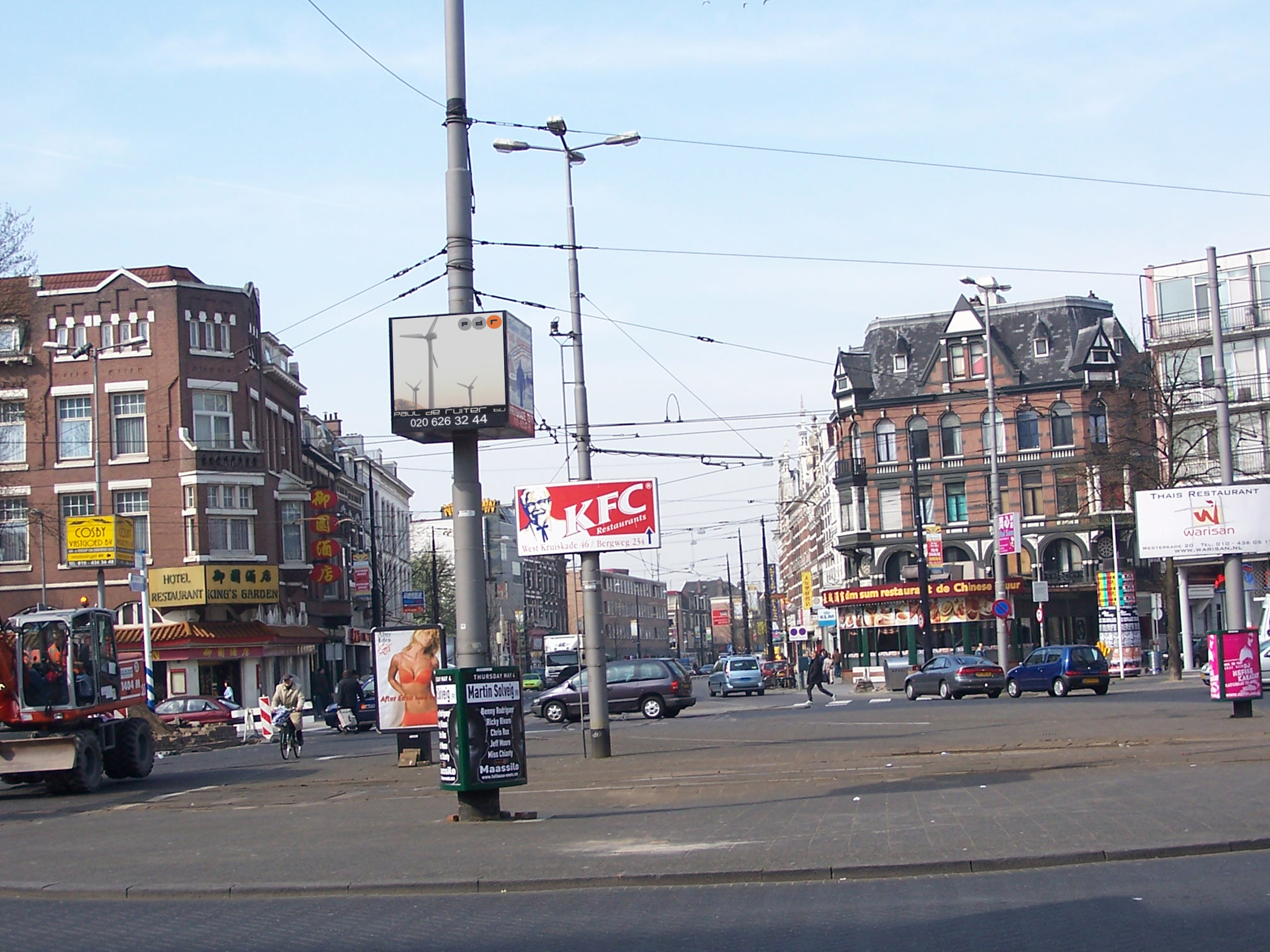
鹿特丹唐人街

- 俄羅斯中国城 (莫斯科)
- 英国曼徹斯特
- 英国伯明翰
- 英国利物浦
- 英国纽卡斯尔
- 英国格拉斯哥
- 英国卡的夫

- 荷蘭鹿特丹唐人街
- 荷蘭海牙唐人街
- 德国汉堡唐人街
- 比利时安特卫普
- 西班牙马德里烏謝拉區

### 非洲
- 内罗毕
- 奈及利亞拉各斯
- 南非约翰内斯堡